# 解放奴隷
解放奴隷（かいほうどれい、英: Freedman, 羅: Libertus）とは、奴隷制の社会において奴隷身分より解放された人々のこと。歴史的文脈においては、特に古代ローマとアメリカ合衆国の解放奴隷を指すことが多い。

## 古代ローマ
古代ローマ時代において、当初は「解放奴隷」の階級は解放された奴隷自身ではなく、その息子の世代を意味していたが、帝政期には解放された奴隷自身を指すようになっていた。また、解放奴隷には土地を所有する権限が与えられた。解放された奴隷の息子の世代は、立派なローマ市民として扱われた。
解放奴隷は解放した主人の個人名と氏族名を名乗り、自身の名前を家族名として用いた。マルクス・トゥッリウス・キケロの速記者として知られている奴隷ティロは、解放後にマルクス・トゥッリウス・ティロと名乗った。多くの解放奴隷は解放後もかつての主人やその一家と関係を持ち続けた。解放された奴隷は主人をパトロヌスとするクリエンテスとなった。
奴隷が解放奴隷となる方法はいくつかあり、主人の遺書により解放される例もあれば、生前に主人より解放される場合や、奴隷自身が主人から自由を金で買う事もあった。ただ、古代ローマにおいて奴隷を解放するには、奴隷解放税を納める必要があった。納税義務があったにもかかわらず、古代ローマの奴隷所有者は奴隷を解放するのに熱心であった。帝政時代の全人口のおよそ5 %を解放奴隷が占めていた。その理由はいくつか存在する。
善意
上述のとおり、主人の死後に遺書により解放されるケースが多かった。古代ローマ人は、自分の遺族に多額の財産を遺す事に熱心で無く、奴隷解放という善意が行いやすかった。
奴隷の労働意欲を高めるため
古代ローマの奴隷は肉体労働だけでなく、知的労働をする奴隷も数多くいた。肉体労働は暴力的な強制によって従事させる事が可能であったが、知的労働を行う奴隷の意欲を高めるには、暴力的な強制では不可能であった。そのため意欲を高める方法のひとつとして、一定期間労働に従事した後の解放を約束したのである。上記のキケロの速記者のティロのケースはこの典型である。
クリエンテスを増やすため
数多くのクリエンテスを持つのは、ローマの貴族のステイタスであり、かつ公職選挙における票田となるなどの社会的実利も伴っていたため、クリエンテスを手っ取り早くかつ確実に増やす方法として、奴隷の解放が行われた。
忠実な部下・奴隷の監督者として
ローマの貴族が農園経営、商業、その他の事業を行う際の忠実な部下として、その才能を見込んだ奴隷を解放した。特に多数の奴隷を所有する貴族の場合、その奴隷の監督者が必要であるが、それには自らも奴隷の経験がある解放奴隷が適任であった。
役人・官僚として
古代ローマの官職は、貴族が自らの名誉を得るため、あるいはノブレス・オブリージュを果たすための無償奉仕であった（もちろん、官職に伴う利権はあったが）。貴族が就任する上級職だけでは国家運営はままならず、中下級の役人、官僚が必要であった。下級役人は官職についた貴族が個人的に所有する奴隷がその任に就き、それらの上位者としての中級職に解放奴隷が就いた。
解放奴隷からの収益
解放奴隷は実際には上述の通り、元の主人の部下となり、解放された後も一定期間の労働奉仕をする場合が多く、奴隷を解放した事での主人の経済的損失が小さかった。加えて、財産を持った解放奴隷は、遺産を元の主人に贈与する例が多く、利殖の才に長けた奴隷を解放する事は、むしろ元の主人の利益となる場合すらあった。
皇帝に即位するまで騎士階級に留め置かれ、元老院階級に友人や協力者を得ることがなかったクラウディウスは統治に解放奴隷を積極的に利用し、今でいう閣僚クラスにも秘書官として解放奴隷を登用した（今日、アメリカにおける各省庁の長官を指す英語が「Secretary」であり、秘書と同語なのは、これに由来する）。このクラウディウスの解放奴隷の重用はローマ帝政の官僚制を進めることとなった。しかし、五賢帝の時代にもなると、騎士階級のクルスス・ホノルムも整備され、公的に官僚を供給するルートも確立されたため、解放奴隷が統治の重要な任務を担うことは少なくなっていった。

### 解放奴隷出身の著名人物
- マルクス・トゥッリウス・ティロ
- マルクス・アントニウス・パッラス
- エピクテトス

### 関連する文学作品
- ペトロニウス『サテュリコン』 解放奴隷トリマルキオの館で行われる豪奢な饗宴が描かれている。

## アメリカ合衆国
アメリカ合衆国における「解放奴隷」 (freedman) は、南北戦争以前から南北戦争後に解放された元黒人奴隷について表す。なお、性差の無い表現として freedperson という用語が存在する。
奴隷解放宣言と合衆国憲法修正第13条の結果、アメリカ南部にいた400万人の黒人奴隷は束縛から解放された。解放宣言は、南部州にいる黒人奴隷は本質的に「自由」であることを言及したが、奴隷制からは解放されなかった。彼らの奴隷制から自由への移行を助けるため、リンカーン大統領は解放黒人局を創設した。修正第14条は、元奴隷に市民権を与えた。修正第15条は、解放奴隷に選挙権を与えた。これらの修正第13条から15条は、「公民権修正条項」として知られている。

## イスラム世界
イスラーム教において、奴隷を解放することは最後の審判の後、天国に迎えられるために望ましい善行とみなされていたので非常に積極的に行われた。奴隷は解放によって社会身分上は自由人にまったく劣らない資格を獲得することができた。
しかし、解放されても奴隷はイスラム社会の部外者であり、必然的に元所有者との間に保護されねば生きて行けなかった。そのため、元の所有者とは一種の主従関係が生まれ、有力者の子飼の商人や私兵などになった。
その中でも特に有名なのはマムルークである。遊牧民の子弟を積極的に奴隷として買い取り、然る後に解放して忠実な兵士としたのである。マムルークの中には有力者（アミール）として出世した者もおり、そうした有力者も自らと同じ出自の者が信頼できるとして盛んに奴隷を購入し、マムルークとした。そしてとうとうエジプト・インド・イラクにおいて、マムルークによる王朝が成立するまでになる。

## 日本
- 日本においても、楽市場といった特別な環境下において奴隷解放が見られ、「楽市令」の特許条項の一つに、「逃亡奴隷や犯罪人が市場内に入った場合、その追求をまぬがれ、市場住人（宗教下における売買人）となることで解放される」とある。この場合、楽市といった限定的な環境下（縁切り場）でのみの奴隷解放となる。